# G1.9+0.3超新星残骸
G1.9+0.3超新星残骸は、銀河系内いて座の方角にある既知の最も若い超新星残骸である。アメリカ航空宇宙局(NASA)のチャンドラ及び超大型干渉電波望遠鏡群による観測データから、約25000年前に爆発し、地球には2008年時点で140年前からシグナルが届き始めたと信じられている。この発見の前まで、銀河系で最も若い既知の超新星残骸は、約330年前のカシオペヤ座Aであった。半径は、1.3光年を超えている。

## 発見
G1.9+0.3残骸は、超大型干渉電波望遠鏡群での観測によって、1984年に超新星残骸であると初めて同定された。角直径が非常に小さかったため、1000歳以下の非常に若いものであると考えられた。2007年、チャンドラによるX線観測で、当初の超大型干渉電波望遠鏡群による観測の時よりも約15%大きくなっていることが明らかとなった。2008年の超大型干渉電波望遠鏡群による観測で、G1.9+0.3残骸が拡大しつつあることが確かめられ、この天体は150歳以下であることが示唆された。
G1.9+0.3残骸の赤経は17時48分45.4秒、赤緯は-27°10′06″で、へびつかい座との境界に近いいて座内に位置する。

## 公表
G1.9+0.3残骸が既知の最も若い銀河系内の超新星残骸であると判明したことは、2008年5月14日にNASAの記者会見で公表された。公表の日まで、NASAは「天文学者が50年以上追い続けることになる銀河系内の天体の発見について公表する」というヒントだけを示していた。